# Сіліп
Сіліп (рос. Силип) — роз'їзд Тиндинського регіону Далекосхідної залізниці Росії, розташований на дільниці Тинда — Бамівська між роз'їздом Заболотне (відстань — 19 км) і станцією Аносовська (12 км). Відстань до ст. Тинда — 98 км, до ст. Бамівська — 82 км.